# Бондарівка (Берестинський район)
Бондарі́вка — село в Україні, у Берестинському районі Харківської області. Населення становить 418 осіб. Орган місцевого самоврядування — Лигівська сільська рада.
Після ліквідації Сахновщинського району 19 липня 2020 року село увійшло до Красноградського (Берестинського) району.

## Географія
Село Бондарівка знаходиться між річками Оріль і Орілька (3 км). На відстані 2 км розташовані села Лесівка і Олексіївка. Поруч проходить автомобільна дорога Р79.

## Історія
- 1870 — дата заснування.

## Населення

### Мова
Розподіл населення за рідною мовою за даними перепису 2001 року:
| Мова       | Кількість | Відсоток |
| ---------- | --------- | -------- |
| українська | 397       | 94.98%   |
| російська  | 20        | 4.78%    |
| білоруська | 1         | 0.24%    |
| Усього     | 418       | 100%     |

## Економіка
- Молочно-товарна ферма.
- Фермерське господарство «Омеляненко».